# 东方都市广播
上海人民广播电台东方都市广播，成立于1992年10月28日，原先是上海东方广播电台主频率，在上海广播电视台成立将上海人民广播电台和上海东方广播电台合并后，改用“上海人民广播电台”呼号。该频率是中国大陆第一家引入听众电话参与节目直播的广播媒体。另外，每年上海中考及高考的英语听力录音也曾由该频率统一播放。

## 历史
该频率的前身是1992年10月28日开播的上海东方广播电台新闻综合频率和儿童台。东方电台儿童台是中国大陆首个专业儿童广播频率，1997年3月呼号改为“东广少儿频率”，2001年3月定位调整为“东广老少频率”。2002年7月15日，东广老少频率隶属关系划归东方电台新闻综合频率，呼号改为“上海东方广播电台金色频率”，播出频率改为中波1296千赫、调频92.4兆赫，两个频率由同一个团队管理。
2004年1月1日，东广金色频率更改呼号为上海东方广播电台都市生活频率（又称都市792），使用中波792千赫、调频89.9兆赫频率播出，以都市人群为播出对象。2005年12月，都市792归入广播新闻中心管理。2009年，配合文广集团实施制播分离改革，都市792归入东方广播公司管理。2010年3月21日，该频率更改呼号为上海人民广播电台东方都市广播。2015年2月2日起，该频率正式更名为东方都市广播·899驾车调频。
2020年10月28日起，该频率与东广新闻台合并为新开播的长三角之声。

## 节目
- 《东广早新闻》（6:00-8:00与东广新闻台并机播出）
- 《899上班路上》
- 《副驾驶女郎》
- 《带你兜兜风》
- 《车生活·渠成热线》
- 《男人帮》
- 《情义东方》
- 《禁毒先锋》
- 《今天吃什么》（已停播）
- 《相伴到黎明》
- 《阿拉上海人》（已停播）
- 《车生活·东方大律师》
- 《车生活·名医坐堂》
- 《汽车D时代》
- 《899探路先锋》
- 《899车主会》
- 《899下班路上》
- 《海阳现场秀》（购自中央人民广播电台文艺之声）
- 《阿基米德后备箱》
- 《899汽车影院》
- 《和谐一家门》（已停播）
- 《车外有星光·梦晓时间》
- 《都市新空气》（已停播）
- 《就是爱旅游》（已停播）
- 《地球一小时》（已停播）
- 《职场新干线》（已停播）
- 《都市最好听》（已停播）
- 《长三角都市一日》（已停播）
- 《常青树》（已停播）
- 《打开车窗说亮话》

## 主播
- 聚晓林
- 渠成
- 尚红
- 沈蕾
- 梦晓
- 洁蕙
- 叶沙
- 叶波
- 小窗

## 外部連結
- 官方网站